# الغفران (فلم 1971)
الغفران هو فِلم دراما مصري من إخراج عبد الرحمن شريف، وبطولة أحمد رمزي، ميرفت أمين، صلاح قابيل، توفيق الدقن، منى إبراهيم، وفيق فهمي، محسنة توفيق، عُرض الفلم في 16 أغسطس 1971.

## نبذه
يموت زوج السيدة عنايات (محسنة توفيق) تاركاً لها ابنها الصغير محسن الذي تتولى رعايته. يُصاب محسن بمرض خطير، يعلن الطبيب وفاته على إثره، وتُصاب الأم بالجنون، إلاّ أن الطبيب يعلن أن محسن لا زال حياً، وتفرح الأم.
يكبر محسن (أحمد رمزي)، لكن حياته تمضي في طريق السُكْر والعربدة، على عكس مجدي (صلاح قابيل)، وسميرة (ميرفت أمين)، ابني عبد الجواد (وفيق فهمي)، البستاني الذي يعيش في فيلا عنايات هانم. حيث يصبح مجدي وكيل نيابة، وتصبح سميرة طبيبة.
يستمر محسن في اللهو وتبديد أموال والدته، إلى أن يقع بين براثن الراقصة ليلى (منى إبراهيم)، وأخيها المحتال توفيق (توفيق الدقن)، الذي يحاول استدراجه في صفقات وهمية. لكن محسن يقتله بعد أن يكتشف حقيقة أمره، ثم يقتل أمه خطأً أثناء هربه من الشرطة.
تستفيق عنايات وتكتشف أنها شاهدت كابوساً، وتعرف أن وفاة ابنها صغيراً، قد يكون أفضل من أن يعيش عيشة الضياع.

## طاقم العمل
- أحمد رمزي بدور محسن
- ميرفت أمين بدور دكتور سميرة
- صلاح قابيل بدور مجدي
- توقيق الدقن بدور توفيق
- منى إبراهيم بدور ليلى
- وفيق فهمي بدور عبد الجواد
- محسنة توفيق بدور عنايات أم محسن

## أغنية الفيلم
غنت فاتن فريد في الفيلم أغنية «لا يا عُبد» من تأليف حسين السيد، وتلحين بليغ حمدي.

## وصلات خارجية
- مقالات تستعمل روابط فنية بلا صلة مع ويكي بيانات
- الغفران على موقع الدهليز
- الغفران على موقع كاروهات